# Оксазепам
Оксазепам — бензодіазепін короткої та середньої дії, що використовується з метою лікування тривоги та безсоння а для контролю симптомів алкогольного абстинентного синдрому.
Це метаболіт діазепаму, празепаму та темазепаму і має помірні амнезійні, анксіолітичні, протисудомні, снодійні, седативні та релаксаційні властивості скелетних м'язів порівняно з іншими бензодіазепінами.
Він був запатентований у 1962 році та схвалений для медичного використання в 1964 році.

## Медичне використання
Оксазепам — це бензодіазепін середньої тривалості дії з повільним початком дії, тому його зазвичай призначають особам, які мають проблеми зі сном, а не з засипанням. Його зазвичай призначають при тривожних розладах, що супроводжуються напругою, дратівливістю та збудженням. Його також призначають при абстиненції від наркотиків і алкоголю, а також при тривожності, пов'язаній з депресією. Оксазепам іноді призначають  не за призначенням для лікування соціальної фобії, посттравматичного стресового розладу, безсоння, передменструального синдрому та інших станів.

## Побічні ефекти
Побічні ефекти оксазепаму подібні до інших бензодіазепінів і можуть включати запаморочення, сонливість, головний біль, порушення пам'яті, парадоксальне збудження та антероградну амнезію, але не впливають на транзиторну глобальну амнезію. Ефекти відміни через швидке зниження дози або раптове припинення прийому оксазепаму можуть включати спазми живота та м'язів, судоми, депресію, безсоння, пітливість, тремтіння або нудоту та блювоту.
У вересні 2020 року Управління з контролю за якістю харчових продуктів і медикаментів США (FDA) вимагало оновити попередження в рамці для всіх препаратів групи бензодіазепінів, щоб описати ризики зловживання, неправильного використання, залежності, фізичної залежності та реакцій відміни для всіх ліків у класі.

### Толерантність, залежність і відсторонення
Оксазепам, як і інші бензодіазепінові препарати, може викликати толерантність, фізичну залежність, звикання та синдром відміни бензодіазепінів. Відмова від оксазепаму або інших бензодіазепінів часто призводить до симптомів відміни, подібних до тих, що спостерігаються під час відміни алкоголю та барбітуратів. Чим вища доза і чим довше приймається препарат, тим більший ризик виникнення неприємних симптомів відміни. Симптоми відміни можуть виникнути, однак, при стандартних дозах, а також після короткочасного застосування. Лікування бензодіазепінами слід припинити якомога швидше шляхом повільного та поступового зниження дози.

## Протипоказання
Оксазепам протипоказаний при міастенії, хронічному обструктивному захворюванні легень та обмеженому резерві легень, а також при тяжких захворюваннях печінки.

## Особливі запобіжні заходи
Бензодіазепіни вимагають особливих запобіжних заходів при застосуванні літнім людям, під час вагітності, дітям, особам, які залежать від алкоголю чи наркотиків, а також особам із супутніми психічними розладами. Бензодіазепіни, включаючи оксазепам, є ліпофільними препаратами та швидко проникають через мембрани, тому швидко проникають у плаценту зі значним поглинанням препарату. Застосування бензодіазепінів на пізніх термінах вагітності, особливо у високих дозах, може призвести до синдрому млявості немовляти.

### Вагітність
Оксазепам, який приймається протягом третього триместру, викликає певний ризик для новонародженого, включаючи важкий синдром відміни бензодіазепінів, включаючи гіпотонію, небажання смоктати, апное, ціаноз і порушення метаболічних реакцій на холодовий стрес. У новонародженого також може виникнути синдром в'ялого немовляти та седація. Повідомлялося, що симптоми синдрому млявого немовляти та неонатального синдрому відміни бензодіазепінів зберігаються від годин до місяців після народження.

## Взаємодії
Оскільки оксазепам є активним метаболітом діазепаму, можлива взаємодія з іншими лікарськими засобами або продуктами харчування збігається, за винятком фармакокінетичної взаємодії CYP450 (наприклад, з циметидином). Під час прийому оксазепаму (або інших бензодіазепінів) у комбінації з антидепресантами або опіоїдами необхідно дотримуватися запобіжних заходів і дотримуватися призначень. Одночасне застосування цих ліків може взаємодіяти таким чином, що важко передбачити. Під час прийому оксазепаму не рекомендується вживати алкоголь. Одночасне застосування оксазепаму та алкоголю може призвести до посилення седативного ефекту, погіршення пам'яті, атаксії, зниження м'язового тонусу та, у важких випадках або у схильних пацієнтів, до пригнічення дихання та коми.

## Передозування
Оксазепам, як правило, менш токсичний при передозуванні, ніж інші бензодіазепіни. Важливими факторами, які впливають на тяжкість передозування бензодіазепінами, є прийнята доза, вік пацієнта та стан здоров'я до передозування. Передозування бензодіазепінами може бути набагато небезпечнішим, якщо відбулося одночасне надходження інших депресантів ЦНС, таких як опіати або алкоголь. Симптоми передозування оксазепаму включають:
- Пригнічення дихання
- Надмірна сонливість
- Змінена свідомість
- Пригнічення центральної нервової системи
- Іноді серцево-судинна та легенева токсичність
- Рідко глибока кома

## Фармакологія
Оксазепам — бензодіазепін сімейства 3-гідрокси, що діє на бензодіазепінові рецептори, що призводить до посилення впливу ГАМК на рецептор ГАМКА, що призводить до інгібуючого впливу на центральну нервову систему.  Лабораторні дослідження виявили його здатність пригнічувати рівень кортизолу.  Оксазепам найповільніше всмоктується і має найповільніший початок дії з усіх поширених бензодіазепінів.
Оксазепам є активним метаболітом, що утворюється при розпаді діазепаму, нордазепаму та деяких подібних препаратів. Він може бути безпечнішим, ніж багато інших бензодіазепінів, для пацієнтів із порушенням функції печінки, оскільки він не потребує окислення в печінці, а просто метаболізується шляхом глюкуронізації, тому оксазепам менш імовірно накопичується та викликає побічні реакції у літніх людей або людей із захворюваннями печінки. У цьому відношенні оксазепам подібний до лоразепаму. Переважне зберігання оксазепаму відбувається в деяких органах, включаючи серце новонародженого. Абсорбція будь-яким шляхом введення та ризик накопичення значно підвищуються у новонароджених, тому рекомендується відміна оксазепаму під час вагітності та годування груддю, оскільки оксазепам виділяється з грудним молоком.
Два міліграми оксазепаму дорівнюють 1 мг діазепаму відповідно до конвертера еквівалентності бензодіазепіну, отже, 20 мг оксазепаму за еквівалентністю BZD дорівнює 10 мг діазепаму і 15 мг оксазепаму до 7,5 мг діазепаму (округлено до 8 мг діазепаму). Деякі конвертери еквівалентності BZD використовують 3 до 1 (оксазепам до діазепаму), 1 до 3 (діазепам до оксазепаму) як співвідношення (3:1 і 1:3), тому 15 мг оксазепаму буде дорівнювати 5 мг діазепаму.

## Хімія
Оксазепам існує як рацемічна суміш. Ранні спроби виділити енантіомери були невдалими; відповідний ацетат був виділений як єдиний енантіомер. Враховуючи різні швидкості епімеризації, які відбуваються при різних рівнях рН, було визначено, що не буде терапевтичної користі від введення одного енантіомеру в рацемічній суміші.

## Частота використання
Оксазепам разом із діазепамом, нітразепамом і темазепамом були чотирма бензодіазепінами, перерахованими в схемі фармацевтичних пільг, і становили 82 % рецептів бензодіазепінів в Австралії в 1990—1991 роках. У кількох країнах це бензодіазепін, який вибирають новачки, завдяки низькій ймовірності накопичення та відносно повільній швидкості всмоктування.

## Суспільство і культура

### Неправильне використання
Оксазепам має потенціал для неправильного використання, що визначається як прийом препарату для досягнення високого рівня або продовження прийому препарату в довгостроковій перспективі всупереч медичним рекомендаціям. Бензодіазепіни, включаючи діазепам, оксазепам, нітразепам і флунітразепам, становили найбільшу кількість підроблених рецептів на ліки в Швеції з 1982 по 1986 рік. За цей час загалом 52 % підробок ліків стосувалися бензодіазепінів, що свідчить про те, що вони були основним класом рецептурних препаратів.
Однак через повільну швидкість всмоктування та повільний початок дії оксазепам має відносно низький потенціал для зловживання порівняно з деякими іншими бензодіазепінами, такими як темазепам, флунітразепам або триазолам. Це схоже на різний потенціал для зловживання між різними препаратами класу барбітуратів.

### Правовий статус
Оксазепам є лікарським засобом Списку IV відповідно до Конвенції про психотропні речовини.

### Торгові марки
Оксазепам продається під багатьма торговими марками в усьому світі, зокрема: Alepam, Alepan, Anoxa, Anxiolit, Comedormir, durazepam, Murelax, Nozepam, Oksazepam, Opamox, Ox-Pam, Oxa-CT, Oxabenz, Oxamin, Oxapam, Oxapax, Oxascand, Oxaze, Оксазепам, Oxazépam, Oxazin, Oxepam, Praxiten, Purata, Selars, Serax, Serepax, Seresta, Séresta, Serpax, Sobril, Tazepam, Vaben і Youfei.
Він також продається в поєднанні з гіосцином як Novalona і в поєднанні з аланіном як Pausafrent T.

### У масовій культурі
У Scrabble слово «Оксазепам» вважається третім за кількістю очок, набираючи 392 бали при розігруванні в ідеальному місці.

## Екологічні проблеми
У 2013 році лабораторне дослідження піддало європейського окуня дії оксазепаму в концентраціях, еквівалентних концентраціям у європейських річках (1,8 мкг/л) виявили, що вони демонстрували підвищену активність, знижену соціальність і більшу норму годування. У 2016 році в ході подальшого дослідження, яке піддавало впливу оксазепаму лосося протягом семи днів перед тим, як дозволити йому мігрувати, спостерігалося підвищення інтенсивності міграційної поведінки порівняно з контрольною групою. Дослідження 2019 року пов'язало таку швидшу та сміливішу поведінку підданих смолоту підвищеній смертності через більшу ймовірність того, що вони попередили.
З іншого боку, дослідження 2018 року, проведене тими ж авторами, під час якого утримували 480 європейських окунів і 12 північних щук у 12 ставках протягом 70 днів, половина з яких була контрольною, а половина з підживленням оксазепамом, не виявила істотної різниці ні в зростанні окуня, ні в смертності. Проте було припущено, що останнє можна пояснити тим, що окунь і щука однаково перешкоджають оксазепаму, а не відсутністю загального ефекту. Нарешті, дослідження 2021 року базувалося на цих результатах шляхом порівняння двох цілих озер, наповнених окунем і щукою: одне контрольне, а інше піддавалося впливу оксазепаму протягом 11 днів після початку експерименту в концентраціях від 11 до 24 мкг/л, що в 200 разів перевищує зареєстровані концентрації в європейських річках. Незважаючи на це, додавання оксазепаму не спостерігало помітного впливу на поведінку щуки, тоді як вплив на поведінку окуня був незначним. Автори прийшли до висновку, що наслідки, які раніше приписували оксазепаму, натомість, ймовірно, були спричинені поєднанням стресу, коли риба перебувала під впливом людини та маленьких акваріумів, а потім потрапляла в нове середовище.